# Goyena
Goyena är en udde i Antarktis. Den ligger i Västantarktis. Argentina, Chile och Storbritannien gör anspråk på området.
Terrängen inåt land är kuperad åt nordost, men västerut är den platt. Havet är nära Goyena åt sydväst.  Trakten är obefolkad. Det finns inga samhällen i närheten.